# Métro de Porto Alegre
Le métro de Porto Alegre (portugais: Metrô de Porto Alegre) est le système de métro localisé dans la Région Métropolitaine de Porto Alegre au Brésil. Il est exploité par la Trensurb (Compagnie de Trains Urbains de Porto Alegre SA). La ligne unique d'une longueur de 43,4 km dessert 22 stations.

## Historique
En 1974, l'Agence Brésilienne de Planification réalisait les premières études de faisabilité d'une ligne de métro dans la Région Métropolitaine de Porto Alegre qui montraient la nécessité de créer un système intégré de transports capables de transporter 330 000 usagers par jour
Le chantier de la ligne 1 du métro a débuté en 1980, entre les stations Mercado (Marché) dans le centre de Porto Alegre et Sapucaia dans la municipalité de Sapucaia do Sul, pour relier le centre de la ville de Porto Alegre aux villes du nord de la région métropolitaine. Le choix de ce tracé a été fait afin de soulager la circulation sur l'autoroute BR-116, la seule option avant la construction de cette ligne.
La ligne 1 a ouvert le 2 mars 1985 entre Mercado et Sapucaia, 27,5 km et 15 stations dont 6 dans la ville de Porto Alegre. Un projet de développement de la ligne n'est acté qu'en 1997.
En décembre 1997, la ligne est étendue de Sapucaia à Unisinos (campus universitaire), 3,9 km en surface et une station.
Une extension de 2,5 km, une station supplémentaire, de Unisinos à São Leopoldo-Musée est mise en service en novembre 2000 après deux mois d'essais.
En mai 2012, la Trensurb a commencé les essais sur la section de 4,5 km de São Leopoldo à Santo Afonso qui sera mise en service en juillet 2012 avec deux stations (Rio dos Sinos et Santo Afonso).
En mai 2014, la section de 5 km de Santo Afonso à Novo Hamburgo avec trois nouvelles stations (Industrial, Fenac, près de la gare routière, et Novo Hamburgo, près du centre commercial Bourbon Shopping) fut mise en service.
Avec la mise en service du terminus nord à Novo Hamburgo s'achève le projet de la ligne reliant la capitale de l'État à Novo Hamburgo.

### La navette aéroportuaire

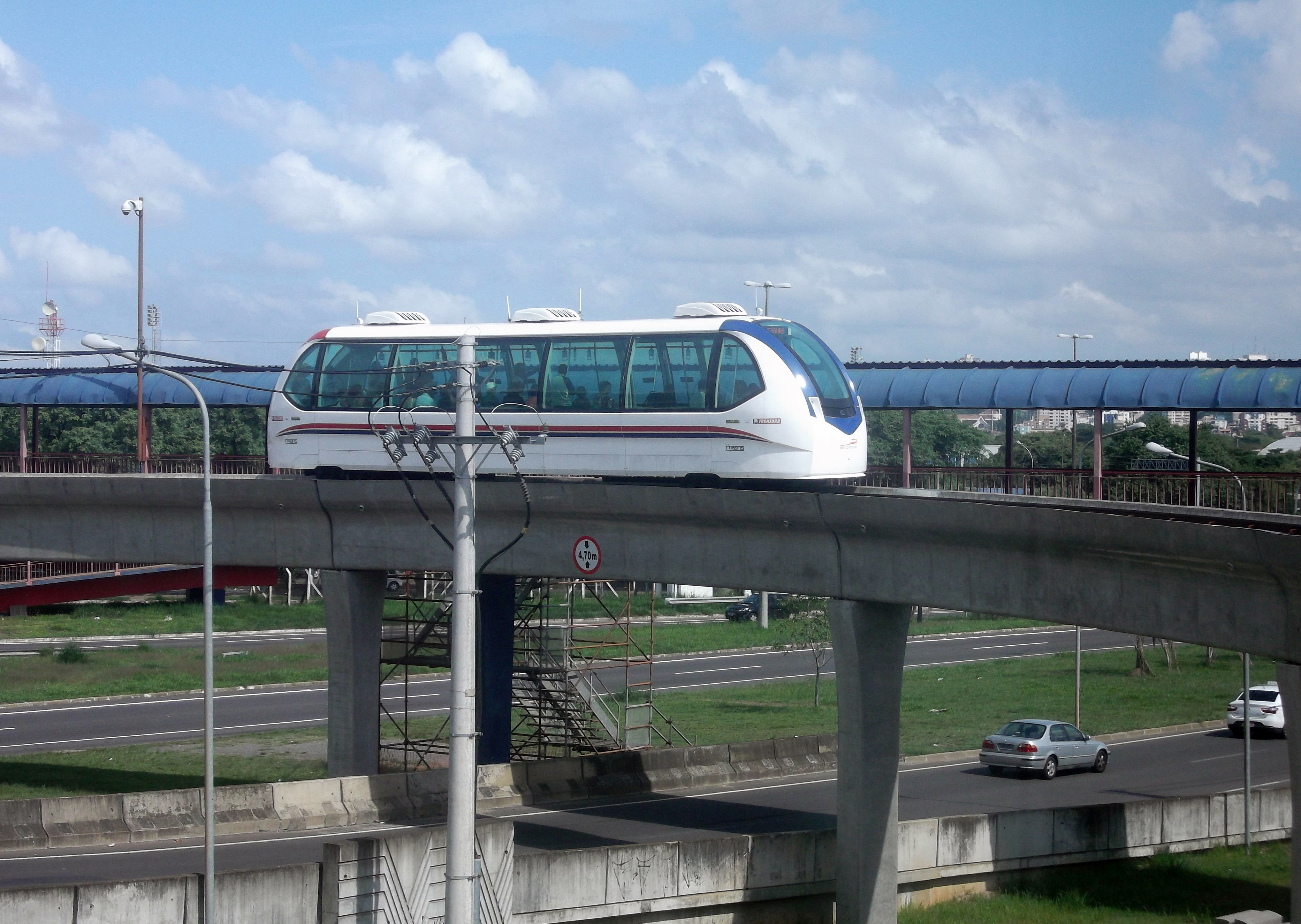
Navette Aeromóvel

En août 2013, fut mise en service la navette Aeromóvel entre la station Aeroporto de la ligne 1 et l'aérogare 1 de l'Aéroport international Salgado Filho. Cette ligne d'un kilomètre en voie unique en aérien utilise deux véhicules (A-100, avec une capacité de 150 personnes, et A-200, avec une capacité de 300 personnes) mis en rotation. Cette navette est le résultat d'une technologie de transport par propulsion à air comprimé développé par l'industriel brésilien Oscar Coester.

## Ligne et stations
La distance moyenne entre les stations de la ligne de métro, plus importante qu'habituellement, est de deux km. La plus longue distance avec 3,9 km est entre Sapucaia et Unisinos.
| Ligne     | Terminus                | Ouverture   | Longueur (km) | Stations | Durée des trajets (min) | Service             |
| --------- | ----------------------- | ----------- | ------------- | -------- | ----------------------- | ------------------- |
| 1 Ligne 1 | Mercado ↔ Novo Hamburgo | 2 mars 1985 | 43,4          | 22       | 53                      | 05:00 jusqu'à 23:20 |

La longueur des quais de station est de 190 m.

## Équipements de la ligne
L'écartement de la voie est de 1 600 mm. L'alimentation de traction en 3 kV est réalisée par caténaire. L'alimentation électrique est assurée par trois sous-stations.

### Matériel roulant
À l'origine, une flotte de 25 trains à quatre voitures de fabrication japonaise Nippon Sharyo, Seizo Kaisha, Hitachi et Kawasaki, assure le trafic de la ligne. Ce parc permettait d'assurer un trafic de 120 000 passagers par jour. Ces trains de type M-W-W-M sont composés de quatre voitures en acier inoxydable de 22 mètres de long chacune. Ils ont une capacité de 1 080 passagers. Ces trains sont équipés des systèmes d'automatismes de commande et de supervision. La société CAF assure la maintenance de ces trains.
L'augmentation du trafic nécessite une augmentation du parc de matériel roulant. Alstom signe, avec CAF Brazil, en novembre 2012 un contrat pour la fourniture de 15 trains de quatre voitures qui seront construits à Lapa et dont le dernier sera livré en janvier 2015. Alstom assure la maintenance de ces trains.
La vitesse commerciale des trains est de 46 km/h.

### Signalisation
Le poste de contrôle et de supervision a été mis en place en 2002 par Alstom.
Teltronic fournit le système de communications Tetra en remplacement du système de communications précédent.

## Exploitation et fréquentation
Entre 1985 et le début des années 90, le nombre de voyageurs transportés augmente, atteignant un maximum en 1991 avec 38,7 millions de passagers. La décennie 90 continue par une baisse (30,5 millions de passagers en 1995), puis à partir de 1998, la tendance s'inverse pour atteindre 49 millions de passagers en 2004, puis un nouveau record en 2014 avec 58,8 millions de passagers. En 2019, le trafic atteint 48,1 millions de passagers.

## Projets
Le projet d'un seconde ligne de métro proposé par Trensurb est déjà ancien. Le projet est rejeté par la municipalité en 2002. La deuxième ligne de 19 km dont 16 km en souterrain desservirait la banlieue est et le centre-ville de Porto Alegre (de Sarandi à Azenha). Entre Aeroporto et Cairu sur cette future ligne 2, une liaison de 3,1 km pourrait être construite le long de l'avenue Benjamin Constant. en 2012 un projet MetrôPOA (15 km, 11 stations) est lancé, mais n'avance pas.
Un autre projet est une extension entre les municipalités de Novo Hamburgo, Campo Bom et Sapiranga, mais ce projet reste encore au niveau des études.